# Mekar Sari (Ilir Talo)
Mekar Sari is een bestuurslaag in het regentschap Seluma van de provincie Bengkulu, Indonesië. Mekar Sari telt 683 inwoners (volkstelling 2010).